# Il caso Moro
Il caso Moro è un film del 1986 diretto da Giuseppe Ferrara, tratto dal libro del 1982 I giorni dell'ira. Il caso Moro senza censure di Robert Katz, coautore anche della sceneggiatura.
Fu il primo film a narrare l'intera vicenda del rapimento di Aldo Moro, con l'interpretazione di Aldo Moro affidata a Gian Maria Volonté. Il film offre una narrazione che si propone di essere neutrale. Gli stati d'animo di Moro sono quelli che si evincono dalle lettere scritte da lui stesso.

## Trama
Il film ripercorre cronologicamente i 55 giorni del rapimento di Aldo Moro: dalla strage di via Fani fino al rinvenimento del corpo del presidente della Democrazia Cristiana in via Caetani. La pellicola mostra gli eventi che hanno caratterizzato quei giorni; mancano i riferimenti complottisti a ipotesi che sono emerse solo negli anni successivi, come per esempio la presenza di un ufficiale del Sismi nei pressi di via Fani la mattina dell'agguato e i contatti tra Stato e organizzazioni criminali (camorra, banda della Magliana, questa per altro ancora in auge nel 1986) per l'individuazione della prigione di Moro. Vi sono anche alcune scelte artistiche in contrasto con la realtà storica accertata, come il mancato uso di passamontagna da parte dei brigatisti e la figura di Don Stefani che entra nel covo delle BR, fatti mai accaduti.

## Produzione
Le scene del blitz delle forze dell'ordine che sarebbe avvenuto nel paesino di Gradoli (dove secondo indicazioni fornite da una seduta spiritica tenutasi a Zappolino cui prese parte, fra gli altri, Romano Prodi, era emerso che fosse detenuto l'onorevole Aldo Moro) furono girate a Campagnano di Roma.

## Distribuzione
Il film venne distribuito nel circuito cinematografico italiano il 20 novembre del 1986.
Il film fu trasmesso in prima TV su Canale 5 il 9 maggio 1988 alle ore 20:30, in occasione del decennale dell'omicidio dello statista democristiano; la messa in onda del film fu seguita su Rete 4 da uno speciale giornalistico intitolato Caso Moro, per il ciclo Cinema cronaca, curato da Giorgio Medail.

## Accoglienza
Il film fu il 32º maggior incasso della stagione cinematografica italiana 1986-1987.

## Riconoscimenti
- 1987 – Festival di Berlino
  - Miglior attore a Gian Maria Volonté

- 1987 – Ciak d'oro
  - Candidatura al migliore attore non protagonista a Mattia Sbragia
  - Candidatura alla migliore attrice non protagonista a Enrica Maria Modugno
  - Candidatura alla migliore sceneggiatura a Giuseppe Ferrara, Armenia Balducci Robert Katz
  - Candidatura al migliore montaggio a Roberto Perpignani